# Forêts boréales des Muskwa et du Lac des Esclaves
Les forêts boréales des Muskwa et du Lac des Esclaves regroupent deux écorégions terrestres du biome des forêts boréales au Canada : les forêts des Muskwa et du Lac des Esclaves et les forêts du Nord de la Cordillère.
Ces forêts forment une région écologique identifiée par le Fonds mondial pour la nature (WWF) comme faisant partie de la liste « Global 200 », c'est-à-dire considérée comme exceptionnelle au niveau biologique et prioritaire en matière de conservation.